# Cometes peruvianus
Cometes peruvianus är en skalbaggsart som först beskrevs av Jean François Villiers 1958.  Cometes peruvianus ingår i släktet Cometes och familjen långhorningar. Inga underarter finns listade i Catalogue of Life.